# Turnê Todos os Cantos
Turnê Todos os Cantos foi a terceira e última turnê da cantora brasileira Marília Mendonça, em apoio ao seu quarto álbum ao vivo, Todos os Cantos (2019). A turnê teve início em 23 de maio de 2019, em Goiânia, Goiás, e foi finalizada prematuramente em 1 de novembro de 2021, em Sorocaba, São Paulo.
O último show da turnê aconteceu em 1 de novembro de 2021, em Sorocaba. Em 5 de novembro do mesmo ano, seria realizado outro show em Caratinga, mas que acabou cancelado devido a morte da cantora no mesmo dia.

## Repertório
Este repertório é representativo do show que aconteceu no dia 6 de março de 2020 no Espaço das Américas, em São Paulo. Ele não representa todos os shows da turnê.
1. "Bebi Liguei"
2. "Supera"
3. "Casa da Mãe Joana"
4. "Ciumeira"
5. "Passa Mal"
6. "Amigo Emprestado"
7. "Bem Pior Que Eu"
8. "Bye Bye"
9. "Love À Queima Roupa"
10. "Infiel"
11. "Amante Não Tem Lar"
12. "Parece Namoro"
13. "Obrigado Por Estragar Tudo"
14. "Tentativas"
15. "Some Que Ele Vem Atrás"
16. "Invocada" / "Combatchy" / "Sentadão"
17. "Palpite"
18. "Graveto"
19. "De Quem É a Culpa?"
20. "Estranho"
21. "Sem Sal"
22. "Contatinho"
23. "Eu Sei de Cor"
24. "A Culpa É Dele"
25. "Serenata"
26. "Todo Mundo Vai Sofrer"
27. "Apaixonadinha"
28. "Não Me Conte Seus Problemas" / "Meu Abrigo"
29. "Bebaça"
30. "Eu Não Vou Embora"  / " O Que É Amor Pra Você" / "4 e 15" / "Não Casa Não" / "A Gente Não Se Aguenta" / "Alô Porteiro"

## Datas
| Data                                                 | Cidade                  | País   | Local                                      | Evento                                   |
| ---------------------------------------------------- | ----------------------- | ------ | ------------------------------------------ | ---------------------------------------- |
| Parte 1                                              |                         |        |                                            |                                          |
| 23 de maio de 2019                                   | Goiânia                 | Brasil | Parque de Exposições de Goiânia            | 74ª Pecuária de Goiânia                  |
| 24 de maio de 2019                                   | Botucatu                | Brasil | Espaço Na Mata                             | —                                        |
| 25 de maio de 2019                                   | São Paulo               | Brasil | Arena Anhembi                              | Skuta Festival                           |
| 30 de maio de 2019                                   | Divinópolis             | Brasil | Parque de Exposições                       | DivinaExpo                               |
| 31 de maio de 2019                                   | Belo Horizonte          | Brasil | Bella Vista                                | —                                        |
| 1 de junho de 2019                                   | Salvador                | Brasil | Wet'n Wild                                 | Arraía do Galinho                        |
| 5 de junho de 2019                                   | Gurupi                  | Brasil | Parque de Exposições                       | ExpoGurupi                               |
| 6 de junho de 2019                                   | Foz do Iguaçu           | Brasil | Parque de Eventos Charrua                  | Fartal                                   |
| 7 de junho de 2019                                   | Cuiabá                  | Brasil | Espaço Musiva                              | —                                        |
| 8 de junho de 2019                                   | Janaúba                 | Brasil | Parque de Exposições                       | Expô Janaúba                             |
| 9 de junho de 2019                                   | Santa Helena de Goiás   | Brasil | Parque Agropecuário de Exposições          | Expô Santa Helena                        |
| 12 de junho de 2019                                  | Caruaru                 | Brasil | Pátio de Eventos Luiz Lua Gonzaga          | São João de Caruaru                      |
| 13 de junho de 2019                                  | Três Lagoas             | Brasil | Parque de Exposições                       | Três Lagoas Rodeo                        |
| 14 de junho de 2019                                  | Americana               | Brasil | Parque de Eventos CCA                      | Festa do Peão de Americana               |
| 15 de junho de 2019                                  | Novo Hamburgo           | Brasil | Parque de Exposições da FENAC              | —                                        |
| 16 de junho de 2019                                  | Ji-Paraná               | Brasil | Parque Herminio Victorelli                 | —                                        |
| 17 de junho de 2019                                  | Porto Velho             | Brasil | Talismã 21                                 | —                                        |
| 19 de junho de 2019                                  | Morrinhos               | Brasil | Parque de Exposições Silvio de Mello       | ExpoMorrinhos                            |
| 20 de junho de 2019                                  | Aparecida de Goiânia    | Brasil | Espaço Goiás                               | O Inter                                  |
| 21 de junho de 2019                                  | São Paulo               | Brasil | Clube Atlético Juventus                    | —                                        |
| 22 de junho de 2019                                  | Petrolina               | Brasil | Pátio Ana das Carrancas                    | São João de Petrolina                    |
| 24 de junho de 2019                                  | Amargosa                | Brasil | Praça do Bosque                            | São João de Amargosa                     |
| 27 de junho de 2019                                  | Ipiaú                   | Brasil | Praça Salvador da Matta                    | São Pedro de Ipiaú                       |
| 28 de junho de 2019                                  | Vitória de Santo Antão  | Brasil | Pátio de Eventos Otoni Rodrigues           | São João da Vitória de Santo Antão       |
| 29 de junho de 2019                                  | São Luís                | Brasil | Praça Nauro Machado - Centro Histórico     | [ a 1 ]                                  |
| 30 de junho de 2019                                  | São Paulo               | Brasil | Associação Portuguesa de Desportos         | Festa Junina da Portuguesa               |
| 3 de julho de 2019                                   | Vilhena                 | Brasil | Parque Ovídio Miranda de Brito             | Rondônia Rural Sul                       |
| 4 de julho de 2019                                   | Sertãozinho             | Brasil | Centro de Eventos Zanini                   | Festa do Peão de Sertãozinho             |
| 5 de julho de 2019                                   | Araçatuba               | Brasil | Recinto Clibas de Almeida Prado            | Expô Araçatuba                           |
| 6 de julho de 2019                                   | Fortaleza               | Brasil | Estacionamento Arena Castelão              | Festeja                                  |
| 7 de julho de 2019                                   | Campina Grande          | Brasil | Parque do Povo                             | São João de Campina Grande               |
| 8 de julho de 2019                                   | Orlândia                | Brasil | Recinto de Rodeio                          | Orlândia Rodeo Music                     |
| 9 de julho de 2019                                   | Goianésia               | Brasil | Parque de Exposições Agropecuárias         | Expoagro Goianésia                       |
| 11 de julho de 2019                                  | São Paulo               | Brasil | Villa Country                              | Festa Junina do Villa Country            |
| 12 de julho de 2019                                  | Jacareí                 | Brasil | Recinto do Sindicato Rural de Jacareí      | ExpoAgro Jacareí                         |
| 13 de julho de 2019                                  | Itapecerica da Serra    | Brasil | Ginásio de Esportes                        | Rodeio de Itapecerica da Serra           |
| 14 de julho de 2019                                  | Rio de Janeiro          | Brasil | Marina da Glória                           | Festival de Inverno Rio                  |
| 17 de julho de 2019                                  | Crato                   | Brasil | Parque Pedro Felício Cavalcanti            | Exposição Agropecuária do Crato          |
| 18 de julho de 2019                                  | Capelinha               | Brasil | Parque de Exposições Paulo Afonso          | Festa do Capelinhense Ausente            |
| 19 de julho de 2019                                  | Sorocaba                | Brasil | Parque das Águas                           | Festa Junina Beneficente de Sorocaba     |
| 20 de julho de 2019                                  | Aracaju                 | Brasil | Arena de Eventos                           | —                                        |
| 21 de julho de 2019                                  | Teixeira de Freitas     | Brasil | Parque Timóteo Alves de Brito              | 25 anos do Macaco Prego                  |
| 24 de julho de 2019                                  | Primavera do Leste      | Brasil | Espaço Grupo Itaquerê                      | —                                        |
| 25 de julho de 2019                                  | Sertânia                | Brasil | Parque Professor Renato Moraes             | Expocose                                 |
| 26 de julho de 2019                                  | São Paulo               | Brasil | Centro de Tradições Nordestinas            | —                                        |
| 27 de julho de 2019                                  | Valinhos                | Brasil | Folk Valley                                | —                                        |
| 28 de julho de 2019                                  | Capivari                | Brasil | Recinto de Capivari                        | Festa do Peão de Capivari (FEPEC)        |
| 31 de julho de 2019                                  | Rio Branco              | Brasil | Parque de Exposições Wildy Viana           | ExpoAcre                                 |
| 1 de agosto de 2019                                  | Barreiras               | Brasil | Parque Engenheiro Geraldo Rocha            | —                                        |
| 2 de agosto de 2019                                  | Campos dos Goytacazes   | Brasil | Parque da Fundação Rural                   | ExpoCampos                               |
| 3 de agosto de 2019                                  | Indaiatuba              | Brasil | Recinto da FAICI                           | FAICI                                    |
| 4 de agosto de 2019                                  | Itumbiara               | Brasil | Sindicato Rural de Itumbiara               | —                                        |
| 7 de agosto de 2019                                  | Urussanga               | Brasil | Parque Municipal Ado Cassetari Vieira      | Festa do Vinho                           |
| 8 de agosto de 2019                                  | Piracicaba              | Brasil | Parque Unileste                            | Festa do Peão de Boiadeiro de Piracicaba |
| 9 de agosto de 2019                                  | Patos de Minas          | Brasil | Parque Sebastião do Nascimento             | —                                        |
| 10 de agosto de 2019                                 | Bauru                   | Brasil | Recinto Mello Moraes                       | Grand Expo Bauru                         |
| 11 de agosto de 2019                                 | Porto Alegre            | Brasil | Marina Navegantes São João                 | Baila Maori                              |
| 14 de agosto de 2019                                 | Belém                   | Brasil | Hangar                                     | —                                        |
| 16 de agosto de 2019                                 | Muriaé                  | Brasil | Parque de Exposições Lael Varella          | Expo Fest Muriaé                         |
| 17 de agosto de 2019                                 | Arcos                   | Brasil | Parque de Exposições                       | Expo Arcos                               |
| 18 de agosto de 2019                                 | Bom Jesus do Itabapoana | Brasil | Parque de Exposições da CAVIL              | Expo CAVIL                               |
| 23 de agosto de 2019                                 | Vitória da Conquista    | Brasil | Parque Teopompo de Almeida                 | Festival de Inverno Bahia                |
| 24 de agosto de 2019                                 | Brasília                | Brasil | Orla do Lago Paranoá                       | Na Praia                                 |
| 25 de agosto de 2019                                 | Diamantina              | Brasil | Campo Tijuco                               | —                                        |
| 28 de agosto de 2019                                 | Curitiba                | Brasil | Teatro Positivo                            | —                                        |
| 29 de agosto de 2019                                 | Cláudio                 | Brasil | Parque Quinto Guimarães Tolentino          | ExpoCláudio                              |
| 30 de agosto de 2019                                 | Rio de Janeiro          | Brasil | Espaço Hall                                | —                                        |
| 31 de agosto de 2019                                 | Colatina                | Brasil | Itajuby Eventos                            | Planeta Mix                              |
| 1 de setembro de 2019                                | Macaé                   | Brasil | Centro de Convenções de Macaé              | —                                        |
| 4 de setembro de 2019                                | Parauapebas             | Brasil | Parque Lázaro de Deus Vieira Neto          | Feira de Agronegócios de Parauapebas     |
| 5 de setembro de 2019                                | Pau dos Ferros          | Brasil | Praça Nossa Senhora da Conceição           | FINECAP                                  |
| 6 de setembro de 2019                                | Uberlândia              | Brasil | Camaru Uberlândia                          | Exposição Agropecuária do Camaru         |
| 7 de setembro de 2019                                | Belo Horizonte          | Brasil | Estádio Mineirão                           | Festeja                                  |
| 8 de setembro de 2019                                | Pelotas                 | Brasil | Centro de Eventos Fenadoce                 | —                                        |
| 10 de setembro de 2019                               | Xinguara                | Brasil | Parque de Exposições Orlando Glagliato     | FAX                                      |
| 12 de setembro de 2019                               | Campos Gerais           | Brasil | Parque de Exposições José Júlio Coelho     | Festa do Peão de Campos Gerais           |
| 13 de setembro de 2019                               | Itu                     | Brasil | Arena Itu                                  | Rodeio Itu                               |
| 14 de setembro de 2019                               | Surubim                 | Brasil | Parque J. Galdino                          | Vaquejada de Surubim                     |
| 15 de setembro de 2019                               | Salvador                | Brasil | Parque de Exposições Agropecuárias         | Salvador Fest                            |
| 18 de setembro de 2019                               | Cáceres                 | Brasil | Parque José Rodrigues Fontes               | ExpoCáceres                              |
| 19 de setembro de 2019                               | Três Corações           | Brasil | Parque de Exposições de Três Corações      | ExpoTrês                                 |
| 20 de setembro de 2019                               | Jaguariúna              | Brasil | Complexo Red Park                          | Jaguariúna Rodeo Festival                |
| 21 de setembro de 2019                               | São Bernardo do Campo   | Brasil | Estância Alto da Serra                     | —                                        |
| 22 de setembro de 2019                               | Bom Princípio           | Brasil | Parque Municipal de Bom Princípio          | Festa Nacional do Moranguinho            |
| 26 de setembro de 2019                               | Cravinhos               | Brasil | Estádio Bela Vista                         | Rodeio de Cravinhos                      |
| 27 de setembro de 2019                               | Uruana                  | Brasil | Arena Uru                                  | Festa da Melancia                        |
| 28 de setembro de 2019                               | Goiânia                 | Brasil | A Casa Box                                 | —                                        |
| 29 de setembro de 2019                               | Barcarena               | Brasil | Estádio Municipal Lourival Cunha           | Festival do Abacaxi                      |
| 4 de outubro de 2019                                 | Sumaré                  | Brasil | Chapéu Brasil                              | —                                        |
| 5 de outubro de 2019                                 | Curitiba                | Brasil | Expotrade                                  | Festeja                                  |
| 6 de outubro de 2019                                 | Manhuaçu                | Brasil | Parque de Exposição de Manhuaçu            | —                                        |
| 11 de outubro de 2019                                | Catalão                 | Brasil | Parque de Exposição Agropecuária           | —                                        |
| 12 de outubro de 2019                                | Brasília                | Brasil | Estádio Mané Garrincha                     | Festeja                                  |
| 13 de outubro de 2019                                | Guanambi                | Brasil | Espaço Brasil                              | Tardizinha Privilege                     |
| 14 de outubro de 2019                                | Imperatriz              | Brasil | Parque de Exposições                       | —                                        |
| 18 de outubro de 2019                                | Santa Cruz do Sul       | Brasil | Parque da Oktoberfest                      | Oktoberfest de Santa Cruz do Sul         |
| 19 de outubro de 2019                                | Caçapava                | Brasil | UM33 Event Club                            | —                                        |
| 20 de outubro de 2019                                | Volta Redonda           | Brasil | Área Verde da Pet Clube dos Funcionários   | —                                        |
| 24 de outubro de 2019                                | Marília                 | Brasil | Recinto de Padre Nobrega                   | Festa do Peão de Marília                 |
| 25 de outubro de 2019                                | Nova Iguaçu             | Brasil | Estacionamento Rio Sampa                   | —                                        |
| 26 de outubro de 2019                                | São José do Rio Preto   | Brasil | Recinto de Exposições                      | Festeja                                  |
| 27 de outubro de 2019                                | São Paulo               | Brasil | Arena Anhembi                              | Baile do Poderoso                        |
| 1 de novembro de 2019                                | Boa Vista               | Brasil | Pátio Roraima Shopping                     | Aniversário da Rádio Tropical 94 FM      |
| 2 de novembro de 2019                                | Santarém                | Brasil | Estacionamento Rio Tapajós Shopping        | —                                        |
| 3 de novembro de 2019                                | Itaituba                | Brasil | Parque Hélio da Mota Gueiros               | Expoagro Industrial                      |
| 5 de novembro de 2019                                | Poços de Caldas         | Brasil | Hípica Chácara Flora                       | —                                        |
| 14 de novembro de 2019                               | Pouso Alegre            | Brasil | SerraSul Shopping                          | —                                        |
| 15 de novembro de 2019                               | Taquarituba             | Brasil | Recinto Chico Mineiro                      | Taquarituba Rodeo Fest                   |
| 16 de novembro de 2019                               | Caldas Novas            | Brasil | Caldas Park Show                           | Caldas Country Show                      |
| 17 de novembro de 2019                               | Guarulhos               | Brasil | Internacional Eventos                      | —                                        |
| 20 de novembro de 2019                               | Macapá                  | Brasil | Arena Ceta Ecotel                          | —                                        |
| 21 de novembro de 2019                               | Santa Maria             | Brasil | Estacionamento Shopping Praça Nova         | —                                        |
| 22 de novembro de 2019                               | São Paulo               | Brasil | Centro de Tradições Nordestinas            | —                                        |
| 23 de novembro de 2019                               | Rio de Janeiro          | Brasil | Parque Olímpico do Rio de Janeiro          | Maratona da Alegria FM O Dia             |
| 24 de novembro de 2019                               | Feira de Santana        | Brasil | Estádio Jóia da Princesa                   | Festivou                                 |
| 28 de novembro de 2019                               | São Paulo               | Brasil | Villa Country                              | —                                        |
| 29 de novembro de 2019                               | Maringá                 | Brasil | Área Externa Fashion Hall                  | Arena A6 Maringá                         |
| 30 de novembro de 2019                               | Caxias do Sul           | Brasil | Pavilhão do Parque da Festa da Uva         | Festa da Uva                             |
| Parte 2 (Interrompida devido à pandemia de COVID-19) |                         |        |                                            |                                          |
| 6 de março de 2020                                   | São Paulo               | Brasil | Espaço das Américas                        | —                                        |
| 7 de março de 2020                                   | São Paulo               | Brasil | Espaço das Américas                        | —                                        |
| 13 de março de 2020                                  | Paranavaí               | Brasil | Parque Internacional de Exposições         | ExpoParanavaí                            |
| Parte 3                                              |                         |        |                                            |                                          |
| 25 de setembro de 2021                               | São José dos Campos     | Brasil | ADC Parayba                                | —                                        |
| 23 de outubro de 2021                                | Campinas                | Brasil | Royal Palm Hall                            | —                                        |
| 29 de outubro de 2021                                | Búzios                  | Brasil | Geribá Tennis Park                         | Búzios Sunset                            |
| 30 de outubro de 2021                                | Leopoldina              | Brasil | Parque de Exposições José Ribeiro dos Reis | —                                        |
| 31 de outubro de 2021                                | Espera Feliz            | Brasil | Parque de Exposições                       | —                                        |
| 1 de novembro de 2021                                | Sorocaba                | Brasil | Lucky Friends Arena                        | —                                        |

### Showscancelados
| Data                    | Cidade                   | País       | Local                                        | Evento                    | Motivo(s)                 |
| ----------------------- | ------------------------ | ---------- | -------------------------------------------- | ------------------------- | ------------------------- |
| 14 de março de 2020     | Umuarama                 | Brasil     | Parque de Exposições de Umuarama             | Expo Umuarama             | Pandemia de COVID-19      |
| 21 de março de 2020     | Betim                    | Brasil     | Partage Shopping Betim                       | —                         | Pandemia de COVID-19      |
| 12 de abril de 2020     | Lajeado                  | Brasil     | Parque do Imigrante                          | —                         | Pandemia de COVID-19      |
| 18 de abril de 2020     | Mogi Guaçu               | Brasil     | Avenida Brasil                               | ExpoGuaçu                 | Pandemia de COVID-19      |
| 19 de abril de 2020     | Araxá                    | Brasil     | Expominas Araxá                              | Araxá Rodeio Show         | Pandemia de COVID-19      |
| 14 de maio de 2020      | Barbacena                | Brasil     | Parque de Exposições Senador Bias Fortes     | ExpoBarbacena             | Pandemia de COVID-19      |
| 15 de maio de 2020      | Lavras                   | Brasil     | Parque de Exposições da Expolavras           | Lavras Rodeo Festival     | Pandemia de COVID-19      |
| 21 de maio de 2020      | Fernandópolis            | Brasil     | Recinto de Exposições Percy Waldir Semeghini | Expo Fernandópolis        | Pandemia de COVID-19      |
| 29 de maio de 2020      | Divinópolis              | Brasil     | Parque de Exposições de Divinópolis          | DivinaExpo                | Pandemia de COVID-19      |
| 24 de agosto de 2020    | Chapecó                  | Brasil     | Pavilhão IV da Efapi                         | —                         | Pandemia de COVID-19      |
| 10 de outubro de 2020   | Extrema                  | Brasil     | Parque Municipal de Eventos                  | Festa do Peão de Extrema  | Pandemia de COVID-19      |
| 6 de março de 2021      | Zurique                  | Suíça      | Stadthalle Bülach                            | —                         | Pandemia de COVID-19      |
| 27 de março de 2021     | Fortaleza                | Brasil     | Arena Castelão                               | FANS Brasil               | Pandemia de COVID-19      |
| 24 de abril de 2021     | Ribeirão Preto           | Brasil     | Parque Permanente de Exposições              | Ribeirão Rodeio Music     | Pandemia de COVID-19      |
| 7 de maio de 2021       | Passos                   | Brasil     | Parque de Exposições Adolfo Coelho Lemos     | Passos Rodeio Show        | Pandemia de COVID-19      |
| 18 de setembro de 2021  | Valparaíso de Goiás      | Brasil     | Estacionamento do Brasil Center Shopping     | —                         | Pandemia de COVID-19      |
| 5 de novembro de 2021   | Caratinga                | Brasil     | Parque de Exposições de Caratinga            | —                         | Morte de Marília Mendonça |
| 6 de novembro de 2021   | Ouro Branco              | Brasil     | Praça de Eventos                             | —                         | Morte de Marília Mendonça |
| 12 de novembro de 2021  | Divinópolis              | Brasil     | Espaço Cultural Da'Vinci                     | —                         | Morte de Marília Mendonça |
| 13 de novembro de 2021  | Capitólio                | Brasil     | Campinho Escarpas do Lago                    | Escarpas Sunset           | Morte de Marília Mendonça |
| 14 de novembro de 2021  | Lorena                   | Brasil     | CDG Beer                                     | —                         | Morte de Marília Mendonça |
| 20 de novembro de 2021  | Taiobeiras               | Brasil     | Parque de Exposições                         | —                         | Morte de Marília Mendonça |
| 22 de novembro de 2021  | Santos                   | Brasil     | MSC Preziosa                                 | Navio WS On Board         | Morte de Marília Mendonça |
| 25 de novembro de 2021  | Londres                  | Inglaterra | Troxy                                        | —                         | Morte de Marília Mendonça |
| 26 de novembro de 2021  | Bruxelas                 | Bélgica    | Brussels Kart Expo                           | —                         | Morte de Marília Mendonça |
| 27 de novembro de 2021  | Porto                    | Portugal   | Super Bock Arena                             | —                         | Morte de Marília Mendonça |
| 28 de novembro de 2021  | Porto                    | Portugal   | Super Bock Arena                             | —                         | Morte de Marília Mendonça |
| 29 de novembro de 2021  | Lisboa                   | Portugal   | Altice Arena                                 | —                         | Morte de Marília Mendonça |
| 3 de dezembro de 2021   | Jaguariúna               | Brasil     | Complexo Red Park                            | Jaguariúna Rodeo Festival | Morte de Marília Mendonça |
| 4 de dezembro de 2021   | Pindamonhangaba          | Brasil     | Marinelli Evebtos                            | —                         | Morte de Marília Mendonça |
| 5 de dezembro de 2021   | Piracicaba               | Brasil     | Parque Unileste                              | —                         | Morte de Marília Mendonça |
| 7 de dezembro de 2021   | Dourados                 | Brasil     | Estádio Fredis Saldivar                      | —                         | Morte de Marília Mendonça |
| 10 de dezembro de 2021  | Campo Grande             | Brasil     | Estádio Morenão                              | ExpoMS Rural              | Morte de Marília Mendonça |
| 11 de dezembro de 2021  | Maringá                  | Brasil     | Parque de Exposições Francisco Feio Ribeiro  | —                         | Morte de Marília Mendonça |
| 13 de dezembro de 2021  | Toledo                   | Brasil     | Centro de Eventos Ismael Sperafico           | —                         | Morte de Marília Mendonça |
| 17 de dezembro de 2021  | Anápolis                 | Brasil     | —                                            | —                         | Morte de Marília Mendonça |
| 18 de dezembro de 2021  | Sumaré                   | Brasil     | Chapéu Brasil                                | —                         | Morte de Marília Mendonça |
| 19 de dezembro de 2021  | Mogi Guaçu               | Brasil     | Ginásio de Carlos Nélson Bueno               | —                         | Morte de Marília Mendonça |
| 26 de dezembro de 2021  | Camboriú                 | Brasil     | Arena Open                                   | Havan Festival            | Morte de Marília Mendonça |
| 27 de dezembro de 2021  | Florianópolis            | Brasil     | Stage Music Park                             | —                         | Morte de Marília Mendonça |
| 28 de dezembro de 2021  | Araranguá                | Brasil     | Arena de Shows Caverá                        | —                         | Morte de Marília Mendonça |
| 29 de dezemro de 2021   | Tibau do Sul             | Brasil     | Para da Pipa                                 | Let's Pipa                | Morte de Marília Mendonça |
| 30 de dezembro de 2021  | Porto Seguro             | Brasil     | Arena Axé Moi                                | Réveillon Axé Moi         | Morte de Marília Mendonça |
| 31 de dezembro de 2021  | Maceió                   | Brasil     | Praia de Jacarecica                          | Réveillon Celebration     | Morte de Marília Mendonça |
| 1 de janeiro de 2022    | Guarapari                | Brasil     | P12 Guarapari                                | —                         | Morte de Marília Mendonça |
| 2 de janeiro de 2022    | São Mateus               | Brasil     | Arena ao Mar                                 | Festival de Verão Guriri  | Morte de Marília Mendonça |
| 6 de janeiro de 2022    | Guaratuba                | Brasil     | Café Curaçao                                 | —                         | Morte de Marília Mendonça |
| 8 de janeiro de 2022    | Tamandaré                | Brasil     | Arena Tamandaré                              | Verão Tamandaré           | Morte de Marília Mendonça |
| 29 de janeiro de 2022   | Rio de Janeiro           | Brasil     | Marina da Glória                             | Universo Spanta           | Morte de Marília Mendonça |
| 27 de fevereiro de 2022 | Olinda                   | Brasil     | Avenida Olinda                               | Camarote Olinda           | Morte de Marília Mendonça |
| 2 de março de 2022      | Rio de Janeiro           | Brasil     | Riocentro                                    | CarnaRildy                | Morte de Marília Mendonça |
| 4 de março de 2022      | Rio de Janeiro           | Brasil     | Jeunesse Arena                               | Sertanejo In Rio          | Morte de Marília Mendonça |
| 20 de março de 2022     | Porto Alegre             | Brasil     | Arena do Grêmio                              | Universo Alegria          | Morte de Marília Mendonça |
| 14 de abril de 2022     | Sumaré                   | Brasil     | Expo Águas                                   | Sumaré Arena Music        | Morte de Marília Mendonça |
| 21 de abril de 2022     | Itajubá                  | Brasil     | Parque de Exposições Aureliano Chaves        | Expo Itajubá              | Morte de Marília Mendonça |
| 6 de maio de 2022       | Passos                   | Brasil     | Parque de Exposições Adolfo Coelho Lemos     | Passos Rodeio Show        | Morte de Marília Mendonça |
| 19 de maio de 2022      | São Sebastião do Paraíso | Brasil     | Parque de Exposições João Bernardes          | Expar                     | Morte de Marília Mendonça |
| 20 de agosto de 2022    | São Paulo                | Brasil     | Arena Anhembi                                | Farraial                  | Morte de Marília Mendonça |
| 26 de agosto de 2022    | Barretos                 | Brasil     | Parque do Peão                               | Festa do Peão de Barretos | Morte de Marília Mendonça |

## Turnê Te Vejo em Todos os Cantos
Turnê Te Vejo em Todos os Cantos é a primeira turnê promocional da cantora brasileira Marília Mendonça para promover álbum ao vivo Todos os Cantos (2019). A turnê iniciou-se oficialmente em 16 de agosto de 2018, em Belém, Brasil. A turnê, idealizado pela própria cantora, tinha a proposta de percorrer múltiplas capitais do Brasil e, em cada uma, gravar uma música inédita em um show aberto ao público. Sempre de surpresa, no dia do show, a divulgação era feita pela própria cantora e sua equipe, panfletando em um ponto turístico da cidade, além das redes sociais.

### Datas
| Data                   | Cidade         | Local                                        |
| ---------------------- | -------------- | -------------------------------------------- |
| 16 de agosto de 2018   | Belém          | Praça do Relógio                             |
| 30 de agosto de 2018   | Goiânia        | Praça Cívica                                 |
| 3 de setembro de 2018  | Palmas         | Praça dos Girassóis                          |
| 18 de setembro de 2018 | São Luís       | Praça Nauro Machado                          |
| 17 de outubro de 2018  | Fortaleza      | Praça Verde (Dragão do Mar)                  |
| 22 de novembro de 2018 | Recife         | Avenida Rio Branco (Marco Zero do Recife)    |
| 26 de novembro de 2018 | Natal          | Praça Augusto Severo                         |
| 28 de novembro de 2018 | João Pessoa    | Praça Vidal de Negreiros (Ponto de Cem Réis) |
| 5 de dezembro de 2018  | Cuiabá         | Parque das Águas                             |
| 11 de dezembro de 2018 | Campo Grande   | Parque das Nações Indígenas                  |
| 19 de dezembro de 2018 | Maceió         | Praça dos Martírios                          |
| 3 de abril de 2019     | Teresina       | Estacionamento da Ponte Estaiada             |
| 9 de abril de 2019     | Salvador       | Largo do Pelourinho                          |
| 24 de abril de 2019    | Boa Vista      | Praça Fábio Paracat                          |
| 8 de maio de 2019      | Manaus         | Largo de São Sebastião                       |
| 16 de maio de 2019     | Aracaju        | Praça Fausto Cardoso                         |
| 29 de maio de 2019     | Brasília       | Torre de TV (Eixo Monumental)                |
| 7 de outubro de 2019   | Belo Horizonte | Praça Rui Barbosa (Praça da Estação)         |

### Showscancelados
| Data                  | Cidade  | Local         | Motivo(s)                                       |
| --------------------- | ------- | ------------- | ----------------------------------------------- |
| 21 de outubro de 2019 | Vitória | Praça do Papa | A Polícia Militar não poderia atender o evento. |

## Morte
No dia 5 de novembro de 2021, Mendonça embarcou em um táxi aéreo, junto de seu produtor Henrique Ribeiro e de seu tio e também assessor Abicieli Silveira Dias Filho, com destino a Caratinga no estado de Minas Gerais, onde faria uma apresentação. O avião, bimotor Beech Aircraft, que transportava a cantora, o qual segundo a Anac estaria em situação regular e possuía autorização para realizar viagens aéreas, caiu durante um trecho próximo ao seu destino final. Por volta das 16h30, a assessora de imprensa da intérprete chegou a informar a imprensa que ela e todos que estavam no avião já teriam sido resgatados e estavam bem. Na mesma data, às 17h45, em nota oficial, a morte de Mendonça foi confirmada pela sua assessoria de imprensa. O acidente ocasionou a morte de todos os tripulantes incluindo o piloto e o co-piloto da aeronave.